# Rhepoxynius menziesi
Rhepoxynius menziesi är en kräftdjursart som beskrevs av J. L. Barnard och C. M. Barnard 1982. Rhepoxynius menziesi ingår i släktet Rhepoxynius och familjen Phoxocephalidae. Inga underarter finns listade i Catalogue of Life.